# Friaucourt
Friaucourt is een gemeente in het Franse departement Somme (regio Hauts-de-France) en telt 669 inwoners (1999). De plaats maakt deel uit van het arrondissement Abbeville.

## Geografie
De oppervlakte van Friaucourt bedraagt 4,2 km², de bevolkingsdichtheid is 159,3 inwoners per km².
De onderstaande kaart toont de ligging van Friaucourt met de belangrijkste infrastructuur en aangrenzende gemeenten.

## Demografie
Onderstaande figuur toont het verloop van het inwonertal (bron: INSEE-tellingen).